# Maria de Baden
Maria de Baden (Maria Elisabeth Wilhelmine; 7 septembrie 1782 - 8 decembrie 1808), a fost Ducesă de Brunswick-Wolfenbüttel și Brunswick-Oels. A fost fiica lui Karl Ludwig de Baden și a Amaliei de Hesse-Darmstadt. S-a căsătorit cu Frederick Wilhelm, Duce de Brunswick-Wolfenbüttel la 1 noiembrie 1802.
A murit de febră puerperală la patru zile după ce a născut o fiică care a murit.

## Arborele genealogic
1. ↑  Dictionary of Women Worldwide[*] Verificați valoarea |titlelink= (ajutor)